# Estuaire de Khadjibeï
Ne doit pas être confondu avec Liman de Khadjider.
L’estuaire de Khadjibeï, ou liman de Khadjibeï (russe : Хаджибейський лиман, turc : Haci Bey liman), est un estuaire du nord-ouest de la mer Noire, situé au nord-ouest de la ville d'Odessa. Cet estuaire est aussi appelé liman, car il est séparé du large par un cordon littoral sableux ou banc de sable, long d'environ 5 km. La longueur de l'estuaire est de 31 km, sa largeur de 0,5 à 3,5 km, sa profondeur jusqu'à 18,3 m, il s'étend sur 70 km2. Le fond de liman est couvert de couches de boue noire, qui ont des propriétés sanitaires. La rivière Malyï Kouïalnyk coule vers l'estuaire. 
Son nom provient de la forteresse ottomane de Khadjibeï (ancien nom d'Odessa). Il ne faut pas le confondre avec l'estuaire de Kouïalnik (en) qui lui est parallèle quelques kilomètres à l'est.

## Faune
La faune de l'estuaire inclut le crabe Rhithropanopeus harrisii, la crevette Palaemon elegans, le gobie arrondi Neogobius melanostomus et le gobie fluviatile Neogobius fluviatilis, etc.

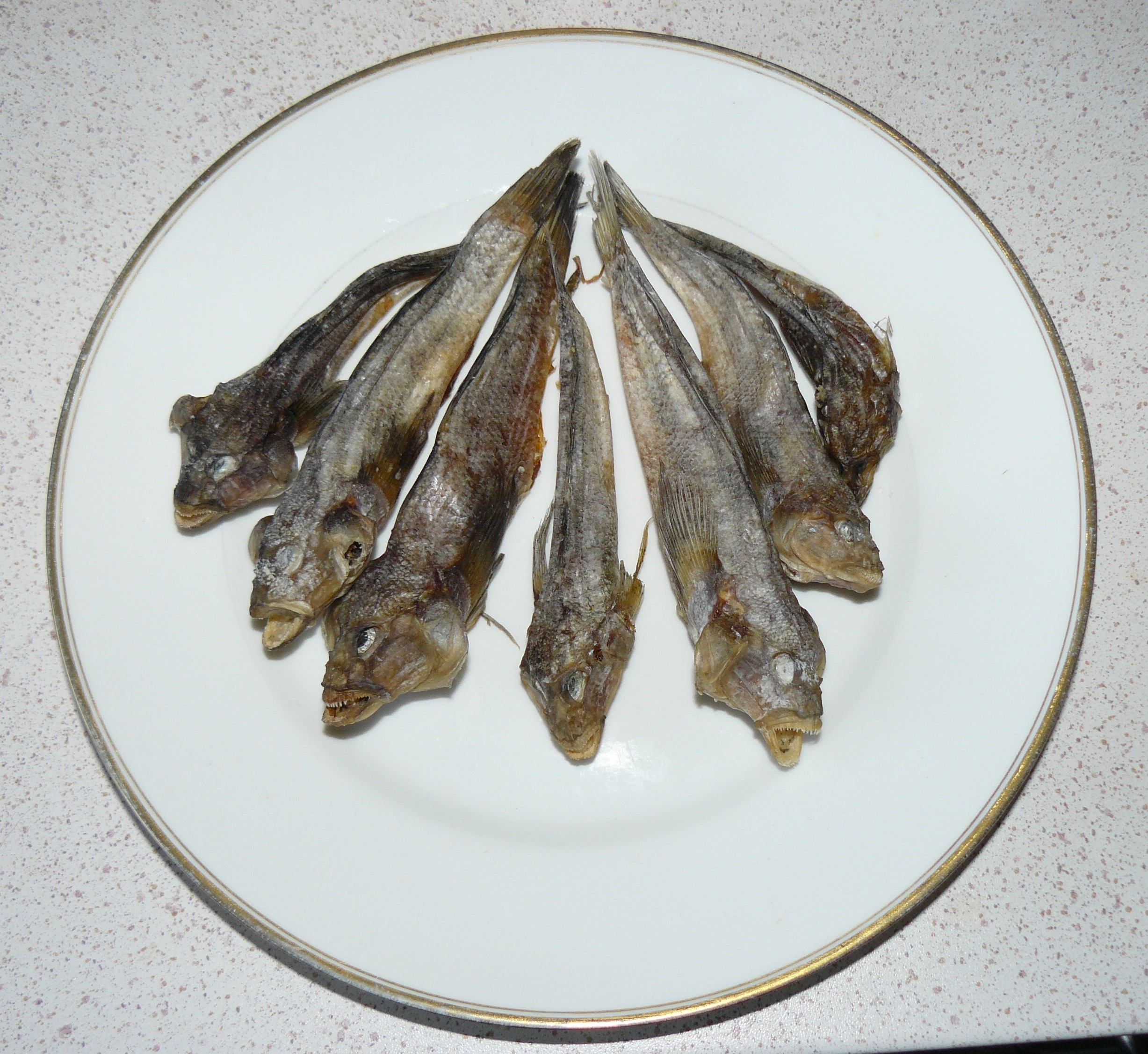
Gobies séchés d'Ukraine